# Kokietka
Kokietka (ang. Coquette) – amerykański dramat filmowy z 1929 roku w reżyserii Sama Taylora, będący adaptacją sztuki teatralnej autorstwa George'a Abbotta i Ann Preston Bridgers.
Obraz został zrealizowany przed wprowadzeniem w życie kodeksu Haysa. W głównej roli wystąpiła Mary Pickford, dla której był to pierwszy film dźwiękowy. Aktorka za rolę w tym filmie otrzymała drugiego przyznanego w historii Oscara dla najlepszej aktorki pierwszoplanowej.
Film opowiada historię urodziwej córki lekarza, która zakochuje się w przystojnym Michaelu. To jednak nie podoba się ojcu dziewczyny, którego gniew doprowadza do tragedii.

## Obsada
- Mary Pickford jako Norma Besant
- Johnny Mack Brown jako Michael Jeffery
- Matt Moore jako Stanley 'Stan' Wentworth
- John St. Polis jako Dr John M. Besant
- William Janney jako James 'Jimmy' Besant
- Henry Kolker jako Jasper Carter
- George Irving jako Robert 'Bob' Wentworth
- Louise Beavers jako Pokojówka Julia
- Vera Lewis jako Panna Jenkins (niewymieniona w czołówce)